# 河内馬飼荒籠
河内馬飼 荒籠（かわちのうまかいの あらこ、生没年不詳）は、古墳時代の豪族。姓は首。

## 記録
武烈天皇は即位8年にして崩御し、男女の子供もなかったため、仁徳天皇からの跡継ぎが断絶した。そこで、大伴金村は、男大迹王（おおどおう）を新しい大王（天皇）として迎え入れようとし、許勢男人・物部麁鹿火らの群臣もそれに賛同した。そこで臣・連たちが君命を受けた節（しるしの旗）を持って御輿を備えて、王を迎えに行った。男大迹王には君主の品格があり、使者たちはかしこまり、男大迹王に忠誠をつくそうとした。しかし、男大迹王は心中、臣や連たち群臣のことを疑っており、新しい大王に即位することをすぐには承知しなかった。
大和政権の群臣の中に、男大迹王の知人である荒籠がいた。彼は密かに王に使者をおくり、朝廷の大臣・大連らが男大迹王を大和へ迎え入れる本意を詳細に王に説明させた。使者は2日3晩かけて王を説得し、そのかいあって、王は大和へ向けて出発したという。そして、荒籠に対し、「おまえがいなかったら、私は世間の笑いものにされていたことだろう。貴賤ではなく、その子心を重んじることが大切だ、というのは荒籠のような人を指していうのだろう」と感心し、践祚してから荒籠を厚く寵遇するようになった、という。

## 考察
上記の物語は、5世紀代に河内国一体に、馬飼集団の定着があったことをも示している。讃良郡はその中心地で、『書記』の天武天皇12年（683年）には、娑羅羅馬飼造・菟野馬飼造がほかの12氏族とともに連姓を授かったとあり、『日本霊異記』には「河内国更荒郡馬甘の里」が見え、「讃良郡山家郷人宗我部飯麻呂馬七匹得四百六十」と墨書きされた天平18年（746年）の木簡が出土されている。旧領域にあたる四條畷市の蔀屋北遺跡からは、古墳時代中期の埋葬された馬の全骨格（体高約124センチメートル）、鉄製の轡、樫の一木造の鐙2点、黒漆塗りの木製の鞍など、中野遺跡からは、古墳時代中期の井戸内の堆積層から、板材の上に乗せられた馬の頭骨、奈良井遺跡からは古墳時代中期の一辺40メートルの方形台状地形を囲う溝から7頭分の馬の頭骨ほか、馬の飼育道具である鞭と刷毛などが、ともに陶質土器や韓式系土器などとともに出土している。
『書記』の履中天皇5年9月18日条に、「河内飼部」という人物が登場している。その記述によると、履中天皇の淡路島への狩猟の折、河内飼部らが天皇のともをして馬の轡をとったが、彼のめさきには入れ墨がはいっており、伊弉諾神が神託で彼の目さきの傷を血のにおいがすると告げたため、以後、その風習はなくなったという。
この風習からも、河内馬飼首が大和政権への服属のあかしとして馬の献上をしていたことが窺われる。また、日本には乗馬の風習がなく、朝鮮半島からはいってきたものでもあり、上述のように古墳時代中期頃から馬具の副葬品が多くなっているところより、服属のあかしとして飼部となるという思想の根本には、このような馬具への関心があるのではないか、とも思われる。
河内馬飼首は、倭馬飼首とともに、ともに馬飼造の指揮のもとで、河内や大和の特定の牧で馬の管理にあたった氏族と思われる。天武天皇12年9月、同系統の氏族と思われる川内馬飼造と倭馬飼造が、ほかの36氏とともに連姓を賜与されており、朱鳥元年9月、天武天皇の殯宮で誄をしている。